# Биссолати, Леонида
Леонида Биссолати (итал. Leonida Bissolati; 20 февраля 1857, Кремона, Ломбардо-Венецианское королевство — 6 марта 1920, Рим) — итальянский политик-социалист. 

## Биография
Был незаконнорождённым сыном медсестры и священника (впоследствии профессора) Стефано Биссолати, фамилию которого он взял по достижении совершеннолетия. Ещё в раннем возрасте стал придерживаться социалистических убеждений, выступать в защиту прав бедного населения. Активный член Итальянской социалистической партии с момента её основания в 1892 году. Учился в Университете Болоньи. Изучал право. Получил диплом юриста в 20 лет, и затем работал адвокатом.
Первоначально Биссолати получил известность как журналист и редактор, редактируя еженедельники «La Critica sociale» и «La Lotta di classe», затем ежедневную официальную газету партии — «Вперед!».  
В 1876 году был избран в городской совет Кремоны сначала от радикалов, затем сблизившись с социалистами, в котором работал 18 лет, занимаясь в основном вопросами городского образования.  
В 1897 году стал депутатом Парламента Италии от Пескароло, затем от Будрио и, наконец, от Рима (1908), который он представлял до самой смерти. 
В ИСП представлял правое, реформистское и националистическое, крыло. Хотя он твёрдо верил в социалистическую доктрину, Биссолати всё больше и больше был недоволен некоторыми аспектами политики партии, в частности, её «антипатриотическим», с его точки зрения, отношением к Итало-турецкой войне. 
С 1889 по 1895 годы организовал несколько демонстраций крестьян, требовавших улучшений условий жизни,
Перевёл на итальянский язык «Манифест коммунистической партии».
В 1911 году, когда в партии произошёл раскол, Биссолати вместе с Иваноэ Бономи и некоторыми другими ведущими социалистами правого крыла были исключены из ИСП и сформировали Итальянскую реформистскую социалистическую партию, которая поддержала кабинет Джованни Джолитти в его африканской политике и верила в обещания проведения в будущем демократических реформ.
С началом Первой мировой войны Биссолати не колеблясь объявил себя сторонником вступления Италии в войну на стороне Антанты против германского милитаризма, в то время как Социалистическая партия придерживалась нейтральных взглядов. Когда Италия вступила в войну в мае 1915 года, вступил в армию в качестве сержанта. Был ранен и награждён за храбрость. 
В июне 1916 года к власти пришло правительство («национальный кабинет») Боссели, и Биссолати было предложено занять должность министра без портфеля, выступая в качестве своего рода посредника между правительством и армией, на что он согласился. После перемирия в декабре 1918 года ушёл в отставку из-за разногласий с правительством Орландо по вопросам мирных переговоров в Лондоне. 
Выступал против присоединения к Италии Альто-Адидже из-за преобладания там немецкого населения, а также Северной Далмации, где большинство населения составляли славяне, но выступал за присоединение к стране Фиуме как чисто итальянского города. Отношение Биссоланти к вопросам по Альто-Адидже и Далмации лишило его популярности, которую он до того времени имел у большинства населения, и его речь в Милане на конференции Лиги Наций, в которой он изложил свои взгляды, была принята крайне неблагоприятно.